# Cayetano Sánchez Bustillo
Cayetano Sánchez Bustillo (Llanes, 1839 — Madrid, 14 de setembre de 1908) va ser un advocat, economista i polític espanyol, ministre d'Ultramar durant el regnat d'Alfons XII i ministre d'Hisenda durant el regnat d'Alfons XIII.

## Trajectòria professional

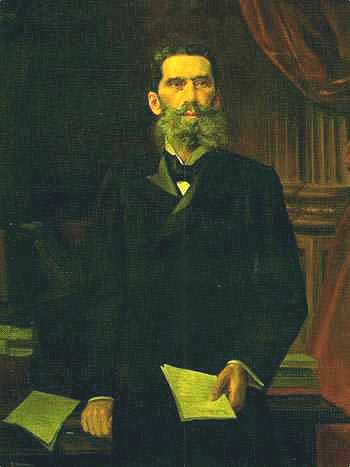
Cayetano Sánchez Bustillo, retratado por Mariano Oliver Aznar

Amb només quinze anys va començar a treballar com a oficial en la Direcció general del Ministeri d'Hisenda el que al costat de la llicenciatura que va obtenir en Dret li serví tant per iniciar la seva carrera administrativa com a política.
Membre del Partit Conservador va ser elegit diputat al Congrés dels Diputats per Pontevedra en les eleccions de 1876 i 1879 i per Ciudad Real en 1884 per passar, en 1886, al Senat on en 1896 seria nomenat senador vitalici.
Va ser ministre d'Ultramar entre el 19 de març de 1880 i el 8 de febrer de 1881 en un govern que va presidir Antonio Cánovas del Castillo, abandonant la política activa a la mort d'aquest en 1897, i no hi retornà fins que va ser requerit per Antoni Maura perquè ocupés la cartera de ministre d'Hisenda en un dels seus gabinets, cartera que exerciria entre el 23 de febrer i el 14 de setembre de 1908, data en la qual va morir.
Va ser igualment governador del Banc d'Espanya entre 1890 i 1891, primer president del Banco Español de Crédito, president del Banc Hipotecari d'Espanya, alcalde de Madrid en 1890 i president de la Compañía Arrendataria de Tabacos.